# 朱得祚
朱得祚（1603年8月7日—17世紀），字君開，號峩武，浙江嘉興府崇德縣人，明朝政治人物。

## 生平
朱得祚是萬曆四十年（1612年）壬子科浙江鄉試三十一名舉人，曾任歸安教諭，崇禎十年（1637年）成進士，在都察院觀政，獲授寧德知縣，免除賦稅羡餘，改正兼併、抑壓豪強，地方習俗喜歡訴訟，每遇上紛爭不時服下毒草，他立例嚴禁此舉，在其任內無人敢再犯；縣內有支提寺，呂尚書資助田地五百畝，後來子孫貧窮，向僧人租地償還，僧人其後囚禁呂氏後人，他得知後依法處置僧人，並歸還田地給呂氏，不久因黨爭被降為常州知事。
之後朱得祚獲祁彪佳薦調署任蘇州海防同知，杖殺姦淫士族女子的洞庭僧人，改任泰寧知縣，誅殺毒死前任知縣的縣吏連珠，再入朝擔任刑部主事，歷官禮部儀制員外郎，隆武年間陞為郎中，很快辭官回鄉歸，八十六歲才去世。

## 家族
曾祖朱宰，庠生；祖父朱玠，鄉飲大賓；父朱應麒，庠生。

## 引用
1. ↑  鄉年，應為虛報。
2. 1 2  光緒《石門縣志·卷八上·人物志一》：朱得祚，字峩武，崇禎進士，授甯德令，除賦稅羡餘，靖兼并、抑豪右，俗刁善訟，忿爭輒服毒草，祚為嚴禁，終其任無敢犯者，邑有支提寺，呂尚書助田五百畝，其子孫貧，從僧佃田償租，稍後僧輒繫呂於幽室，祚聞狀論僧如法，而歸呂氏田，後署蘇州海防，有宦族女為僧强玷自縊，僧進金求解，祚立斃之㕎，補太甯【泰寧縣】令，吏有連枝者鴆殺其前官，祚擒至一訊而服，擢刑部主事，進禮部員外郎致仕歸，壽八十有六。
3. ↑  錢海岳《南明史·卷四十三·列傳第十九》：（隆武）時禮部司官：……朱得祚，字君開，崇德人。崇禎十年進士，授寧德知縣。除羨餘，抑豪右，以黨事左遷嘗州知事。祁彪佳調署蘇州同知，杖殺洞庭僧之奸汙者，移泰寧知縣縣吏連珠曾鴆前令，申其罪誅之。遷刑部主事，歷儀制員外郎、郎中歸。卒，年八十六。
4. ↑  《崇禎十年丁丑科進士三代履歷》：朱得祚，曾祖宰，庠生；祖玠，鄉飲大賓；父應麒，庠生。峩武，詩五房，癸卯七月初一日生，崇德縣人，壬子三十一名，會一百二名，三甲一百六十四名，都察院觀政，戊寅四月授南安知縣，庚辰考察，癸未補常州府知事，甲申升福建泰寧知縣，乙酉升刑部主事。